# Râul Cenușa
Râul Cenușa este un curs de apă, fiind unul din brațele care formează râului Bârsa Groșetului.

## Generalități
Râul Cenușa are doi afluenți semnificativi, Râul Ișlu, un afluent de stânga, și un afluent de dreapta, Râul Valea Mărului, mai exact Râul Valea Mărului (Cenușa). 

## Hărți
- Harta județului Brașov
- Harta Munților Făgăraș  Arhivat în 8 septembrie 2013, la Wayback Machine.
- Harta Munților Piatra Craiului  Arhivat în 27 mai 2008, la Wayback Machine.